# 油灰

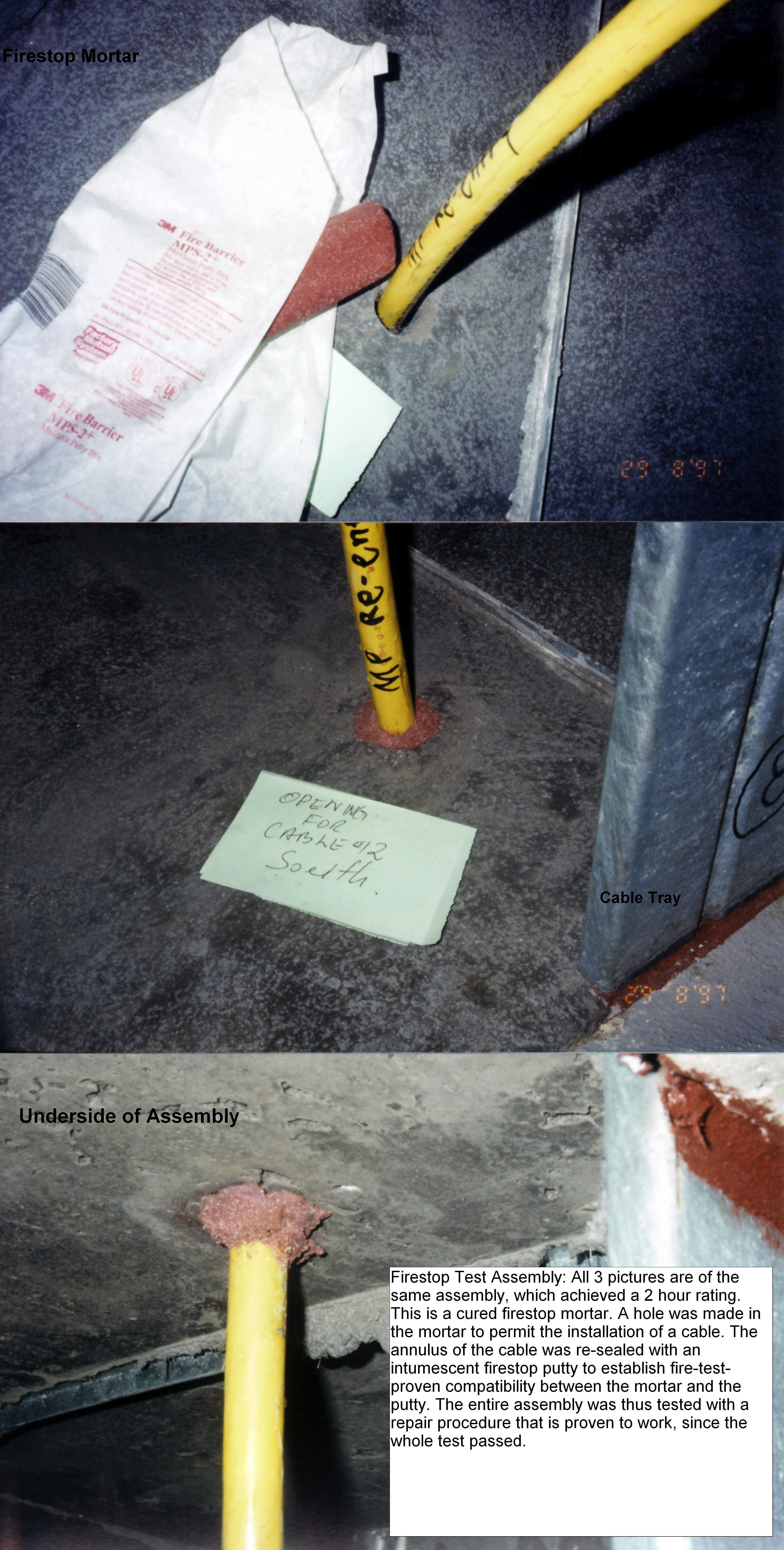
成功通過防火測試所使用的膨脹型防火油灰，從而收到了保險商實驗室的認證清單

油灰是一種高塑性物質的膏狀材料，俗稱膩子、批土，是一種像介於具黏性的油和可塑性泥土的油性物質，特徵是較柔軟、防火吸熱，具有較強的彈性，它的延展度可能55~66mm。不沾油並且也不會將油黏在表面上沾黏，強力的物體黏著力和延長耐受性。它的質地像黏土和麵團。
通常在家居建築修理時中作為密封劑或填充劑使用。
用於切割油灰的刀為油灰刀。

## 用於建築材料
油灰廣泛用於鑲嵌玻璃，用於固定玻璃窗格並密封於木框與窗扇，儘管使用量隨著聚乙烯基、聚氯乙烯和金屬窗框普遍化而減少，這些窗框密封普遍使用合成矽膠樹脂結合油灰。通常是將如細磨的白堊粉、少量的純油、亞麻油和熟桐油按不同比例混合配製，然後上光塗抹，在常溫下20度乾燥一段時間就會凝固。有合成物質替代品，例如聚丁烯油灰，當聚丁烯是低分子量低聚物時可取代亞麻油。丁基橡膠也被添加到該聚合物中，增加一些強度和柔韌性，另外也可以和陶瓷纖維、礦物纖維混合製成。油灰也能形塑為膨脹型，前者情況可用於停火器和接線盒的填充物，額定防火乾壁組件。後者情況則會使油灰中的水合物產生吸熱反應，以減少轉移多餘的熱到未曝光面處，使防火設備比較容易能恢復機能。
在木工藝下，水性油灰更常用，所散發出的氣味極少，更易於清理，並且能和水性和乳膠密封劑兼容。

## 種類
油漆工油灰 (Painter's putty) 通常是基於亞麻油產品，用於填充木材中的孔洞，細小裂紋和污損處，也用於填補石塞勾縫、防水勾縫及形塑花園裝飾品圖案中的粗節瓦礫及礫石。
管工油灰 (Plumber's putty) 是在配管時密封防水用的。
普拉特利油灰 (Pratley's putty) 是用於鋼鐵接合，具有密合性的油灰。

## 其他用途
某些種類的油灰還可用於終端彈道學領域，在該領域裡，油灰可準確地代表人體的平均密度。 因此，它可以用於例如測試彈丸的穿透力或防彈衣的製動力。
兒童玩的玩具泥灰是稱為糊塗泥灰 (Silly putty)，經常形塑成荷包蛋形，通常是塑膠製的。

## 外部連結
- Putty & Mastic （页面存档备份，存于） at wiki.DIY FAQ.org.uk
- （页面存档备份，存于） 商品類別Q&A 大傷痕用補土劑